# 17 Korpus Zmechanizowany (ZSRR)
17 Korpus Zmechanizowany (ros. 17-й механизированный корпус) – wyższy związek taktyczny wojsk zmechanizowanych Armii Czerwonej okresu II wojny światowej.

## Formowanie
Formowanie Korpusu rozpoczęto w marcu 1941 roku w Zachodnim Specjalnym Okręgu Wojskowym. Sztab Korpusu rozlokowany był w Baranowiczach na Zachodniej Białorusi.

### Skład
- 27 Dywizja Pancerna,
- 36 Dywizja Pancerna,
- 290 Dywizja Zmotoryzowana,
- 22 batalion motocyklowy,
- 532 samodzielny batalion ?
- 80 samodzielny zmotoryzowany batalion inżynieryjny,
- 381 polowa kasa Gosbanku.

### Wyposażenie
22 czerwca 1941 17 Korpus Zmechanizowany liczył 16 578 żołnierzy (46% stanu etatowego) oraz miał na stanie:
- 36 czołgów, w tym:
  - 24 BT,
  - 3 T-26,  w tym 2 czołgi z miotaczami płomieni,
  - 11 T-37/T-38/T-40[1] .
- 670 samochodów[2].

### Dowódcy
- generał major Michaił Pietrow

### Działania
W chwili ataku Niemiec na ZSRR korpus znajdował się w składzie wojsk Frontu Zachodniego. Całkowicie rozbity w rejonie Baranowicz przez oddziały niemieckiej 2 Grupy Pancernej z Grupy Armii „Środek”.